# 8 Andromedae
Désignations
8 Andromedae (en abrégé 8 And) est une possible étoile triple de la constellation boréale d'Andromède. Elle est visible à l’œil nu avec une magnitude apparente de 4,85.
Le système présente une parallaxe annuelle de 6,06 ± 0,21 mas mesurée par le satellite Gaia, ce qui permet d'en déduire qu'il est distant de 540 ± 20 a.l. (∼ 166 pc) de la Terre. Il se rapproche du Système solaire à une vitesse radiale héliocentrique de −8 km/s.
La composante primaire, désignée 8 Andromedae A, est une étoile géante rouge de type spectral M2,5 III Ba0,5 et possible binaire. La notation « Ba0,5 » dans son suffixe indique qu'il s'agit d'une étoile à baryum légère, ce qui signifie que son atmosphère stellaire est enrichie en éléments issus du processus s. Soit l'étoile fait partie d'un système binaire et a acquis ces éléments auprès d'un compagnon (désormais) naine blanche, soit elle est sur la branche asymptotique des géantes et génère ces éléments elle-même.
8 Andromedae A est une variable périodique de type indéterminé, dont la luminosité varie avec une amplitude de 0,0161 magnitude et à une fréquence de 4,3 jours. Le rayon de l'étoile est 30 fois plus grand que le rayon solaire et sa température de surface est de 3 616 K.
La troisième composante du système, désignée 8 Andromedae B, est une étoile de magnitude 13,0 localisée à une séparation angulaire de 7,8 secondes d'arc et selon un angle de position de 164° en date de 2016.